# Canouville

Canouville este o comună în departamentul Seine-Maritime, Franța. În 1 ianuarie 2022 avea o populație de 344 de locuitori.